# Cyan Worlds
Cyan Worlds, Inc., ook bekend als Cyan, Inc., is een Amerikaans computerspelontwikkelaar die werd opgericht in 1987 door de broers Rand en Robyn Miller. Cyan werd het meest bekend om de bekroonde spelserie Myst uit 1993.

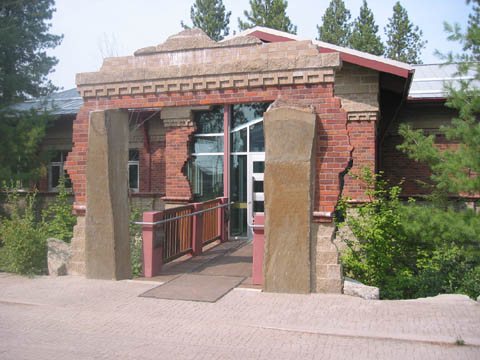
Ingang van het hoofdkantoor.

## Ontwikkelde spellen
- The Manhole (1988)
- Cosmic Osmo and the Worlds Beyond the Mackerel (1989)
- Spelunx (1992)
- Myst (1993 voor Mac, 1994 voor Windows)
- Riven (1997)
- Myst III: Exile (2001)
- Uru: Ages Beyond Myst (2003)
  - Uru: To D'ni (2004, uitbreiding)
  - Uru: The Path Of The Shell (2004, uitbreiding)
  - Myst Online: Uru Live (2007, uitbreiding)
- Myst IV: Revelation (2004)
- Myst V: End of Ages (2005)
- Cosmic Osmo’s: Hex Isle (2007)
- Obduction (2016)
- Myst (3D-remake) (2020)
- Firmament (2023)